# Jeremy Fears
Jeremy Fears (Joliet, Illinois, 22 de septiembre de 1985) es un exjugador de baloncesto estadounidense que actuaba en las posiciones de base y escolta. Fue profesional en Europa entre 2008 y 2013.

## Trayectoria
Fears jugó dos temporadas en la Mid-American Conference de la División I de la NCAA con los Ohio Bobcats entre 2004 y 2006. Se transfirió para su temporada como júnior a los Bradley Braves, pero finalmente no jugó para el equipo de la Missouri Valley Conference. En 2007 se unió a los USC Aiken Pacers en la División II de la NCAA, donde volvió a la acción.
A partir de 2008 comenzó a jugar profesionalmente en equipos de Europa. Estuvo en Austria, Hungría, Eslovaquia y Polonia.
En 2012 fue contratado por el EK Kavala, un equipo de la A1 Ethniki de Grecia que ese año estaba enrolado también en la Liga Internacional de Baloncesto de los Balcanes. Aunque Fears tenía la intención de permanecer dos años con los griegos, lo cierto es que fue desvinculado poco después de iniciadas las competiciones. 
Sus últimas experiencias como profesional serían en la máxima categoría de Hungría con el BC Körmend y en la segunda división de Alemania con los Nürnberg Falcons BC. 